# Gorka Arrizabalaga
Gorka Arrizabalaga Aguirre, né le 14 avril 1977 à Mallabia, est un coureur cycliste espagnol. Il est membre de l'équipe Euskaltel-Euskadi de 2000 à 2004.

## Biographie
Gorka Arrizabalaga Aguirre est né le 14 avril 1977 à Mallabia en Espagne.

## Palmarès
- 1997
  - Mémorial Etxaniz
- 1998
  - 1re étape du Tour de la Bidassoa
  - Trofeo Ayuntamiento de Huarte
  - 2e de la Lazkaoko Proba
  - 2e du Dorletako Ama Saria
- 1999
  - Prueba Loinaz
  - Laudio Saria
  - Tour d'Alava :
    - Classement général
    - 1re et 2e étapes

  - Tour de la Bidassoa :
    - Classement général
    - 2e étape

  - 3e du Trophée Eusebio Vélez
  - 3e de la Subida a Altzo

## Résultats sur les grands tours

### Tour de France
1 participation
- 2002 : 142e

### Tour d'Espagne
1 participation
- 2003 : 98e

## Classements mondiaux
| Année           | 2005 |
| --------------- | ---- |
| UCI Europe Tour | 940e |